# Phostria obscurata
Phostria obscurata is een vlinder uit de familie van de grasmotten (Crambidae). De wetenschappelijke naam van de soort is voor het eerst gepubliceerd in 1886 door Frederic Moore.
De soort komt voor op Sri Lanka.